# Milan Ryšavý
Milan Ryšavý (7. ledna 1927 Podivín – 3. února 2016 Olomouc) byl houslista Moravské filharmonie v Olomouci, publicista, spisovatel, historik a hudební organizátor. Již během svého působení v Moravské filharmonii, ale hlavně po nástupu do penze, se věnoval pořádání výchovných hudebních koncertů pro mateřské a základní školy. Soukromě vydal řadu odborných historických publikací zabývajících se zejména historií Moravské filharmonie a historií hudby na Moravě. Napsal také řadu memoárů a zábavných knih, pojednávajících o aspektech nejen svého života.

## Život
Milan Ryšavý se narodil v městě Podivín, okres Břeclav. V letech 1943–1950 studoval na brněnské konzervatoři hru na housle. 
Po ukončení studií v Brně nastoupil jako primista do Moravské filharmonie v Olomouci a v letech 1957–1988 působil ve funkci vedoucího skupiny II. houslí. Během svého působení v Moravské filharmonii byl v letech 1959–1962 také externím inspektorem hudebních kurzů a ve školním roce 1966–1967 externě vyučoval hru na housle na Vejvanovského konzervatoři v Kroměříži. Od roku 1968 do roku 1981 byl, kromě aktivního člena orchestru Moravské filharmonie, také inspektorem orchestru. 20 let spolupracoval externě s operetním orchestrem Divadla Oldřicha Stibora a jako penzista byl jeden rok angažován v operním orchestru v Olomouci. 
Významně se podílel na hudební osvětě napříč generacemi. Od roku 1962 až do roku 1990 byl vedoucím olomouckých umělců a univerzitních pedagogů, kteří pořádali pro žáky mateřských a základních škol výchovné koncerty po celé severní Moravě. Společně s dalšími členy Moravské filharmonie, divadla a Univerzity Palackého uskutečnil do roku 2010 více než 1300 výchovných koncertů pro základní, střední školy a od roku 1982 i pro mateřské školy. V období 1962–1990 byl také primáriem Smyčcového kvarteta členů Moravské filharmonie. 
Kromě hudby byl jeho celoživotním koníčkem historie. Historii Moravské filharmonie popsal ve 25 kapitolách, které vycházely v měsíčníku Kdy Kde Co v letech 1961–1962 a opětovně v letech 2006–2008. Historii Moravské filharmonie a její spolupráci s divadlem, rozhlasem, ZUŠ Žerotín Olomouc a dalšími institucemi vyprávěl také ve 12 dílech vysílaných olomouckým rozhlasovým studiem. 
Za celoživotní přínos v oblasti hudby a historie mu byla 5. června 2007 udělena Cena města Olomouce. Dne 10. října 2013 mu byla udělena ministrem práce a sociálních věcí Františkem Koníčkem cena Rady vlády pro seniory a stárnutí populace v oblasti literatury za knihu Houslistovo (z)povídání.
Na sklonku svého života se pod vedením významného olomouckého muzikologa profesora Jana Vičara podílel na vzniku rozsáhlé vědecké publikace shrnující historii hudby v Olomouci v letech 1945–2013. Po dlouhé nemoci zemřel 3. února 2016 v Olomouci ve věku 89 let.
Milan Ryšavý měl se svou druhou ženou Marií (rozenou Ledvinovou) jednu dceru Ivanu Fellnerovou a dvě vnoučata Adélu a Matěje Simona.

## Dílo
- 25 let Moravské filharmonie - vydáno v roce 1970 a uloženo v Moravské filharmonii a u autora
- Začátky Moravské filharmonie (válečné kořeny až do června 1946) - vydáno v říjnu 1973 a uloženo v Moravské filharmonii, Vědecké Knihovně města Olomouce a u autora
- Budování Moravské filharmonie (Stupkovo období od září 1946-1956) - vydáno v květnu 1975 a uloženo v Moravské filharmonii, Vědecké knihovně, Městské knihovně Olomouc a u autora
- Kronika Moravské filharmonie sezona 1970-1973 - uloženo v Moravské filharmonii a u autora
- Kronika Moravské filharmonie sezona 1973-1976 - uloženo u autora
- Kronika Moravské filharmonie sezona 1976-1978 - uloženo u autora
- Kronika Moravské filharmonie sezona 1978-1979 - uloženo u autora
- Paměti filharmonika - vydáno 12 výtisků na podzim 2005 - k dispozici ve Vědecké knihovně v Olomouci, v Městských knihovnách v Olomouci, v Národní Knihovně Praha a u autora
- Vzpomínky filharmonika - 2. díl Pamětí, vydáno 12 výtisků na podzim 2006 - k dispozici ve Vědecké knihovně v Olomouci, v Městských knihovnách v Olomouci a u autora
- O výchovných koncertech - vydáno 12 výtisků na podzim 2007 - k dispozici ve Vědecké knihovně v Olomouci, v Městských knihovnách v Olomouci a u autora
- Čtyři elegie z Moravské filharmonie - vydáno 12 výtisků v lednu 2008 - k dispozici ve Vědecké knihovně v Olomouci, v Městských knihovnách v Olomouci a u autora
- Začátky Moravské filharmonie - 2.vydání, vydáno 10 výtisků na podzim 2008 - k dispozici ve Vědecké knihovně v Olomouci, v Městských knihovnách v Olomouci a u autora
- Kapitoly z historie Moravské filharmonie - vydáno 25 výtisků v prosinci 2008 - k dispozici ve Vědecké knihovně v Olomouci, v Městských knihovnách v Olomouci a u autora
- Pestré a choulostivé kapitoly z Moravské filharmonie - vydáno 15 výtisků v srpnu 2009 - k dispozici ve Vědecké knihovně v Olomouci, v Městských knihovnách v Olomouci a u autora
- Muzikantské historky, zajímavosti a intimnosti - vydáno 25 výtisků v prosinci 2009 - k dispozici ve Vědecké knihovně v Olomouci, v Městských knihovnách v Olomouci a u autora
- Zábavné (z)povídání filharmonika, bývalého zbabělého svobodníka  - vydáno 16 výtisků v září 2010 - k dispozici ve Vědecké knihovně v Olomouci, v Městských knihovnách v Olomouci a u autora
- Pestře o mladých, starých a zesnulých  - vydáno 30 výtisků v únoru 2011 - k dispozici ve Vědecké knihovně v Olomouci, v Městských knihovnách v Olomouci a u autora
- O muzikantech, „kšeftech“ a amantech - vydáno 30 výtisků v září 2011 - k dispozici ve Vědecké knihovně v Olomouci, v Městských knihovnách v Olomouci, v Národní Knihovně Praha a u autora
- Vážné a zábavné vzpomínky filharmonika - vydáno v létě 2012 - k dispozici ve Vědecké knihovně v Olomouci, v Městských knihovnách v Olomouci, v Národní Knihovně Praha a u autora
- Houslistovo (z)povídání - vydáno v létě 2013 - k dispozici ve Vědecké knihovně v Olomouci, v Městských knihovnách v Olomouci a u autora